# Adjiedji Bakas
Adjiedji Bakas is een Surinaams dammer.

## Biografie
Eind jaren 1920 begin jaren 1930 kwamen damcentra op in Poelepantje, de Pontewerfstraat en achter de markt. Het was sinds deze periode dat nieuwe dammers opkwamen en Adjiedji Bakas was een van de nieuwe gezichten. Begin jaren 1960 kende hij zijn hoogtepunt, met in 1961 de eerste prijs tijdens het damkampioenschap van Suriname.
Hij ging vervolgens naar Bakoe in de Azerbeidzjaanse Socialistische Sovjetrepubliek, in een sterk veld met veertien, voor de helft Sovjet-Russische tegenstanders. Bakas eindigde hier samen met de Marokkaan Ayméri de Descallar op de 13e plaats. In 1962 werd hij opnieuw landskampioen tijdens het eerste kampioenschap; dit werd dit jaar tweemaal georganiseerd. In 1968 damde hij in het Toernooi der Kampioenen in Suriname en in de twee jaar erna was hij voor twee internationale toernooien in Nederland. Hij damde ook hierna nog in het Surinaamse kampioenschap. hij behaalde in al deze gevallen geen podiumplaats meer.
Bakas wordt wel een stonfotoe (steunpilaar) van het dammen in Suriname genoemd, vanwege zijn inzet voor en bevordering van het dammen in Suriname. Vanaf 7 april 1952 was hij commissaris in het eerste bestuur van de Surinaamse Dambond. In juni 1955 was hij een van de initiatiefnemers van de Eerste Nickerie Damclub en op 10 september werd de eerste jeugdschaakvereniging op zijn initiatief opgericht. In de jaren 1970 presenteerde hij een televisieprogramma over dammen op de STVS.
In 1976 onderscheidde de dambond hem in een groep dammers met terugwerkende kracht als grootmeester dammen.

## Palmares
Hij behaalde een podiumplaats tijdens de volgende kampioenschappen:
| Jaar | plaats | kampioenschap           |
| ---- | ------ | ----------------------- |
| 1961 | Goud   | Surinaams kampioenschap |
| 1962 | Zilver | Surinaams kampioenschap |